# 細井卓
細井 卓（ほそい たかし、1919年1月22日 - 1990年12月24日）は、日本の経営学者。
東京出身。東京商科大学（現一橋大学）卒、三井本社、三井信託に勤務ののち、西南学院大学助教授、1956年名古屋大学経済学部助教授、60年教授、62年「配当政策」で名大経済学博士、69年から70年まで学部長。77年から83年まで日本経営財務研究学会初代会長。82年名大を定年退官、名誉教授となり、南山大学教授を務めた。ゼミの指導学生に岩間弘三十三フィナンシャルグループ会長など。

## 著書
- 『配当政策』森山書店 経営学叢書 1958
- 『現代企業財務』金原出版 経営工学選書 1960
- 『現代の資本管理 新しい財務管理と財務政策』中央経済社 1965
- 『財務管理入門』有斐閣双書 1968
- 『経営財務原論』丸善 経営学全書 1975
- 『財務管理論』中央経済社 1981
- 『総合経営学の原理 企業・非企業経営学』中央経済社 1985

### 共編著
- 『日本的経営の特質』末松玄六、高田馨共編 ダイヤモンド社 1974
- 『現代企業の経営政策 その行動基準の展開』編著 中央経済社 1978

## 論文
- <細井卓